# Csáky Imre (politikus)
Körösszeghi és adorjáni gróf Csáky Imre Sándor (Szepesmindszent, 1882. február 16. – Santa Cruz de Tenerife, 1961. május 22.) magyar diplomata, politikus, külügyminiszter, Csáky Albin fia.

## Élete
Csáky Imre 1882-ben született Szepesmindszenten, a nagymúltú körösszeghi és adorjáni gróf Csáky családban. Édesapja gróf Csáky Albin (1841–1912) közoktatásügyi miniszter, édesanyja Bolza Anna grófnő (1847–1925) volt. Apai nagyszülei gróf Csáky Ágost (1803–1883) és báró tótprónai és blatniczai Prónay Iphigenia (1807-1874) voltak. Testvére Csáky Károly, a Bethlen-kormány hadügyminisztere volt.
A Theresianum tanulója volt, majd elvégezte a konzuli akadémiát, ezután az Osztrák-Magyar Monarchia közös külügyminisztériumának diplomatája lett. A következő 12 évben Drezdában, Szentpéterváron, Berlinben, Bukarestben és Varsóban teljesített diplomáciai szolgálatot, majd 1917-től a bécsi külügyminisztériumban dolgozott. Részt vett a breszt-litovszki békeszerződés és az 1918-as bukaresti szerződés körüli tárgyalásokban. A Monarchia összeomlása után az önálló magyar külügyminisztérium munkatársa lett, ahol a Politikai Osztály vezetőjeként dolgozott, szolgálatát nem szakította meg a Tanácsköztársaság idején sem.
1920-ban a párizsi békekonferenciára kiutazó magyar küldöttség tagja volt, megbízotti minőségben. Teleki Pál és Bethlen István közeli munkatársaként politikai, területi és nemzetiségi kérdésekkel foglalkozott. Bethlennel együtt a magyar kormány képviseletében részt vett a francia-magyar titkos tárgyalásokon. 1920 szeptemberében a Teleki-kormány külügyminisztere lett, franciabarát politikát folytatott. Decemberben a magyarbarát francia vezetők bukása után ő is lemondott. 1921-től 1922-ig a határmegállapító vegyesbizottság vezetője volt, majd 1923-ban kilépett a diplomáciai szolgálatból. Az 1920-as évek végén az optánsper brüsszeli tárgyalásán képviselte a magyar kormányt, de megegyezés-tervezetét a Bethlen vezette kabinet nem fogadta el, így Csáky lemondott és visszavonult.
A második világháború után éveket töltött börtönben, majd 1961-ben családjával Venezuelába emigrált. Útközben hunyt el Tenerifén.
1927. október 6-án Nagymihályon kötött házasságot Sztáray Mária Annunziáta grófnővel (1899–1969). Házasságukból egy gyermek született, Csáky Emánuel Vidor (1930–2009).

## Fordítás
Ez a szócikk részben vagy egészben  az   Imre Csáky (Minister of Foreign Affairs) című angol Wikipédia-szócikk fordításán alapul.  Az eredeti cikk szerkesztőit annak laptörténete sorolja fel. Ez a jelzés csupán a megfogalmazás eredetét és a szerzői jogokat jelzi, nem szolgál a cikkben szereplő információk forrásmegjelöléseként.